# Ashvins
Die beiden Ashvins (Sanskrit अश्विन् aśvin m.; im Dual: अश्विनौ aśvinau; zu aśva „Pferd“) oder Nasatyas (नासत्यौ nāsatyau „(zwei) Nichtunwahre“) sind in der vedischen Mythologie zwei göttliche jugendhafte Zwillinge. Ihre Namen sind Dasra (दस्र) und Nasatya (नासत्य).

## Mythos
Die Ahsvins gelten als Zwillingssöhne von Dyaus pita oder von Vivasvat und Saranyu, der Tochter von Tvashtri. Im indischen Epos Mahabharata werden sie als Söhne des Aditya Martanda bezeichnet. Zudem werden Nakula und Sahadeva, die Zwillingssöhne der Madri, als mythische Söhne der beiden Ashvins betrachtet.
Den Ashvins sind im Rigveda nach Indra, Agni und Soma die meisten Hymnen gewidmet. Sie sind untrennbare Zwillinge und werden als hübsche Jünglinge mit einem goldenen Schimmer beschrieben. Sie sind stark und schnell wie ein Adler oder Gedanke. Sie sind wohlwollend und helfen in Not geratenen Menschen, befreien aus Seenot, und besitzen auch Heilkräfte. Dem greisen Maharishi Chyavana gaben sie gar seine Jugendlichkeit zurück.
Als Getränk bevorzugen sie Madhu oder Soma, ein Honiggetränk, und geben dieses den Bienen. Ihr von den Ribhus verfertigter dreirädriger Wagen (Ratha) ist honigfarben und honigbeladen. Dieser wird von geflügelten Pferden oder Vögeln gezogen. Mit ihrer Peitsche schleudern sie Honig aus. Doch wurde ihnen auch Milch geopfert.

## Indogermanisches Erbe
Die Ashvins werden von der Religionsforschung als indogermanisches Erbe betrachtet und mit den griechischen Dioskuren Kastor und Polydeukes (Pollux) und den baltischen Dieva dēli verglichen.